# ジャパンラグビーリーグワン
ジャパンラグビー リーグワン（英: JAPAN RUGBY LEAGUE ONE）は、2022年1月に開幕した日本のラグビーユニオンにおける社会人チームの最高位競技会である。単に「リーグワン」とも言う。
一般社団法人ジャパンラグビーリーグワン（JRLO）が主催。4年目となる2024-25シーズンは2024年12月21日に開幕。NTTがタイトルパートナーとなり、「NTTジャパンラグビーリーグワン20xx（NTT JAPAN RUGBY LEAGUE ONE 20xx）」の名称を用いている。

## 対戦日程・結果・順位
各シーズン・各DIVISION・選手の詳細は、下記リンクを参照のこと。
| シーズン | 各DIVISION詳細 | 各DIVISION詳細 | 各DIVISION詳細 | 選手一覧 | 選手育成大会 | 早期入団 出場選手  |
| -------- | -------------- | -------------- | -------------- | -------- | ------------ | ------------------ |
| 2022     | DIVISION 1     | DIVISION 2     | DIVISION 3     | スコッド | ━            | ━                  |
| 2022-23  | DIVISION 1     | DIVISION 2     | DIVISION 3     | スコッド | ━            | アーリーエントリー |
| 2023-24  | DIVISION 1     | DIVISION 2     | DIVISION 3     | スコッド | ━            | アーリーエントリー |
| 2024-25  | DIVISION 1     | DIVISION 2     | DIVISION 3     | スコッド | ━            | アーリーエントリー |
| 2025-26  | DIVISION 1     | DIVISION 2     | DIVISION 3     | スコッド | ライジング   |                    |

## 沿革
2003年から18年続いたトップリーグに代わり、2021年6月29日に一般社団法人ジャパンラグビートップリーグ（JRTL、2018年設立）が一般社団法人ジャパンラグビーリーグワン（JRLO）に改組して発足し、2022年1月に初年度の対戦が開幕した。詳細は後述「#発足までの経緯」を参照。
前身のトップリーグ同様、名称に「リーグ」が含まれるが、15人制のラグビーユニオンであり、13人制のラグビーリーグの競技会ではない。

### 2022シーズン、2022-23シーズン
- 初年度2022年シーズン途中で、宗像サニックスブルースが初年度限りでの活動停止を発表[7]。これにより、翌2022-23シーズンから1チーム減った[8]。
- 2022-23シーズン途中において、翌々年となる2024-25シーズンDIVISION3からの参加チームを募集開始[9]。セコムラガッツ、ヤクルトレビンズ、LeRIRO福岡の2024-25シーズンDIVISION3への参入決定を、2024年1月31日に発表した[10]。詳細は「JAPAN RUGBY LEAGUE ONE 新規参入チームの受け入れ (2023年)」を参照。
- 2022-23シーズンから、大学生のアーリーエントリーを開始。後述「#アーリーエントリー」を参照。

### 2023-24シーズン
- 2023-24シーズンでは、反則によるレッドカードは20分レッドカードとなり、TMOが行われているDIVISION1と2にはオフ・フィールド・レビュー（TMOバンカー）が導入[11]。シーズン中、3回にわたりリーグ戦1試合の最多入場者数を更新した（2023年12月16日[12]、同17日[13]、2024年3月16日[14]）。最終的にシーズン1試合平均が6,627人となり[15]、前身トップリーグ時代に最多となった2015-16シーズンの1試合平均6,470人[16]を超えた。後述「#入場者数」を参照。

### 2024-25シーズン

#### 選手資格の緩和
- 2024年8月からワールドラグビーが国代表資格条件を緩和し、「5年以上続けて当該国に住む」から「5年間継続して当該国の協会もしくはラグビー団体のみに登録する」となった。これを受けて2024年10月22日にジャパンラグビーリーグワンは、国外滞在日数の制限（年間62日以内）を撤廃し、これまでシーズンオフに2か月以上の母国帰国を理由にカテゴリーBだった選手の多くが、2024-25シーズンからカテゴリーAになる[17][18]。後述「#選手の登録区分」を参照。
- 期限付き移籍（レンタル移籍）を認め、1シーズンで最大3名まで（4月1日以降は1名のみ）が移籍できる。移籍選手がプレーオフや入替戦に出場するには、少なくとも1試合はレギュラーシーズンでプレーしていることが条件となる[19][20][21]。

#### 試合ルールの主な変更点
- ハーフタイムをそれまでの12分から15分に変更。DIVISION1では、各チーム2試合増え18試合を戦い、DIVISION1プレーオフトーナメントはそれまでの上位4チームから上位6チームに拡大し、このプレーオフトーナメント以外はすべてのDIVISIONで順位決定戦を行わない[22]。
- 脳しんとう評価をセンサー付きマウスガード（スマートマウスガード）で感知するシステムも、2024年1月からのエリート大会世界適用に伴い[23]、DIVISION1とDIVISION2で導入した[24]。
- 前シーズンから導入した20分レッドカードとDIVISION3以外でのオフ・フィールド・レビュー（TMOバンカー）のほかに、60秒ショットクロック、30秒以内ラインアウト形成、スクラムハーフへの保護、相手が争わないラインアウトではノットストレートを許容するなどの国際的試験的ルールを、2025年1月1日からの世界的公式実施に先立って、2024-25シーズンからすべて導入した[25]。
- プロップ選手に対し20分レッドカードが適用されている時に、さらにプロップ選手が負傷やペナルティで退出する際に、アンコンテストスクラム（組まないスクラム）を行う際の退出人数の基準を、2025年2月28日（DIVISION1第10節）からこのシーズン限りで暫定的に設けた[26]。2025年2月16日のDIVISION1第8節「横浜Evs埼玉WK戦」での同様の事態がきっかけ[27]（詳細は「2024-25シーズン#新ルールの導入」を参照）。

#### 用語変更
- 2025年1月6日に日本ラグビーフットボール協会が「用語の変更」を通達[28]。リーグワンでは2025年1月11日（DIVISION1の第4節）から順次適用していく[29]。主な変更は、ノックオン→ノックフォワード、ゴールライン→トライライン、インゴールエリア→トライゾーン/トライエリア、ジャッカル→スティールなど[30][31]。

#### マスコット総選挙を主催
- 前シーズンまで「ラグビーマガジン」が主催していた「ジャパンラグビーリーグワン マスコット総選挙」を、このシーズンからジャパンラグビーリーグワンが主催することになった[32]。

### 2025-26シーズン
将来の計画については「ジャパンラグビーリーグワン (法人)」も参照。
2025年6月、新規参入希望チームの申請受け入れを開始。同年8月13日、トップイーストAリーグの日立Sun Nexus茨城（茨城県日立市）とAZ-COM丸和MOMOTARO'S（千葉県柏市）が申請したことが発表された。詳細は「JAPAN RUGBY LEAGUE ONE 新規参入チームの受け入れ (2025年)」を参照。
2025年8月20日、DIVISION2のNECグリーンロケッツ東葛の運営会社である日本電気（NEC）は、ジャパンラグビーリーグワン2025-26シーズン終了後のリーグワン退会を前提に、NECグリーンロケッツ東葛の譲渡に向けた検討開始を発表した。NECの前年度決算では、3000億円以上の営業利益をあげ、業績は好調だった。日本経済新聞の取材に対し、NECの広報担当は、チーム内の半分以上がプロ選手であることを明かし、「リーグのプロ化が進み、チームが目指す社員の一体感醸成、士気向上と方向性が乖離してきた」と説明したという。同日の日刊スポーツの報道によると、リーグワンの東海林一専務理事は、約1年前にNECから相談があり、「コスト削減での保有」「譲渡」「退会」などの選択肢で意見交換をしてきたという。「譲渡」の場合、日本で法人格を持ち、ホストスタジアムの要件などを満たせば、ホストタウンが変更となっても、同じディビジョンで続けられる。「退会」の場合、シーズン開幕1年前（2025年12月）までに申請し、理事会の承認を得る。

#### 「若手育成リーグ」を新設
- 2024年11月28日に、2025-26シーズンからの 若手育成リーグ新設計画を発表[41]。

- 2025年9月から10月にかけて、リーグワン所属チームが各拠点をもとに東（10チーム）・中（4チーム）・西（6チーム）に分かれて対戦する、選手育成を目的とする新大会を開催。20チームにより20試合を実施予定[42][43][44]。6チームは不参加[42]。
- 2025年7月25日、リーグ名「JAPAN RUGBY LEAGUE ONE RISING（ジャパンラグビー リーグワン ライジング）」を発表。2025年大会では順位や優勝チームの決定を行わず、2026年以降については改めて検討を行う。

### 2026-27シーズン
- 2026-27シーズンから、選手の登録区分に追加カテゴリを導入。カテゴリAを、カテゴリA-1およびA-2に区分する。A-1は「小中学校の義務教育9年間のうち、6年以上を日本で過ごした選手」で、A-2は「A-1以外で、他協会の代表歴がなく、日本協会における48カ月以上の継続登録がある選手」。A-2の要件を満たす選手のうち、日本代表キャップを30以上持つ選手は、優遇措置としてA-1に分類する[45][46]。後述「選手の登録区分」を参照。
- 2026-27シーズン（予定）から、三重ホンダヒートは三重県鈴鹿市から栃木県宇都宮市へ主たる活動拠点を移転することを決定。主たるスタジアムは栃木県グリーンスタジアム（栃木県宇都宮市）[47][48]。

### 2028-29シーズン
- 秋の「若手育成リーグ」と同じく、リーグワンのレギュラーシーズンを、秋～6月開催を実現。
- ライセンスにより、ホームとなるホストスタジアム固定化を定着させ、「ホスト&ビジター」を実現させる[49]。
- 各チームとも、試合の5割をホストスタジアムで行う[49]。
- ホストスタジアムとは、ホストエリア内にあるスタジアムとする。収容人数は、DIVISION1で10,000人以上、DIVISION2およびDIVISION3では2,500人以上とする[49]。

## 概要

### 3つのディビジョン
- 2024-25シーズンは、DIVISION1が12チーム（変わらず）、DIVISION2が8チーム（DIVISION3から自動昇格で2増）、DIVISION3が6チーム（2減・新規参入3で、計1増）となる。DIVISION1各チームは2試合増え、18試合を戦う[50][51]。詳細は後述の「#試合方法」へ。
- レギュラーシーズン終了後、各DIVISIONの上位2チームと下位2チームとで入替戦を行う。

### 社員選手とプロ選手の混在
設立前の2021年1月、当初の構想にあった「全選手のプロ化」は見送られたため、トップリーグ時代と同様に企業社員の選手（社員選手）がいる。ジャパンラグビーリーグワンでは選手の契約区分について、雇用関係にある「社員選手」と、プロ選手にあたる「業務委託契約選手」の2つに分けている。

### 企業チームから地域チームへ
地域密着をうたい、企業リーグからの脱却を目指すが、親会社からの分社化を必須とせず、トップリーグ時代のように会社内の事業部としての成り立ちも認めている。

#### ホストエリアを設定
- ホストエリア（活動拠点となる都道府県・市区など）を設定し、ホスト・アンド・ビジターの形式で対戦する。ホストとなるチームは、その試合の運営・全席のチケット販売・自チームファンクラブサービスの提供・会場演出などを行うことができる[60]。試合ごとに、ホスト側がコストを負担すると共にチケット収入を得る仕組み。
- 2028-29シーズンからは、ホストエリアは「スタジアム、練習場、クラブハウス」がある場所に限定して、ホスト&ビジターを明確化することを計画している[41]。

#### 企業名とチーム名
- 2022-23シーズンから、NTTコミュニケーションズシャイニングアークス東京ベイ浦安[61]はグループ企業内のチームを再編成し、「浦安D-Rocks」として運営することになった。運営企業「NTT Sports Ｘ」は、「NTTグループのシンボルチームとして、あえて企業名を外した」「地域に根付いた活動をしたい」と述べている[62][63]。
- 2023-24シーズンでは、NTTドコモレッドハリケーンズ大阪が運営企業名を外して「レッドハリケーンズ大阪」となった[64]。
- 逆に釜石シーウェイブスRFCは、2023-24シーズンからあえてスポンサー企業をチーム名に入れ、「日本製鉄釜石シーウェイブス」となった。これについて桜庭吉彦ゼネラルマネージャーは、「スポンサー企業とチームの双方で、地域貢献を実現することができる」と説明している[65]。

### ホームスタジアムの確保
DIVISION1（1部）は、1試合当たり15,000人の観客動員を目指す。リーグ全体としては、DIVISION3（3部）まで含めた全チームが2023-24シーズン（2023年12月開幕）までに「15,000人以上収容のスタジアム」を確保できるよう努めることになっていたが、実現はしていない。また、DIVISION3への2024-25シーズンからの新規参入条件では、「3,000人以上収容のスタジアム」となった。
しかし、2024年11月28日に発表された目標では、2028-29シーズン時点でのホストスタジアムの収容能力はDIVISION1で10,000人以上、DIVISION2・3で2,500人以上と、大幅に緩和された。

#### ホームグラウンドが近くにないチーム
ホストエリア内にスタジアムを確保できないチームが5チームある。2024-25シーズンでは、浦安D-Rocks、クリタウォーターガッシュ昭島、日野レッドドルフィンズ、ヤクルトレビンス戸田、狭山セコムラガッツは、ホームゲームを他の自治体にある施設で行う（後述「チーム一覧」を参照）。

#### ホームグラウンドの共用から固定化へ
- 2024-25シーズンでは、秩父宮ラグビー場をホームゲームとして使用するのは、浦安D-Rocks、東京サントリーサンゴリアス、東芝ブレイブルーパス東京、リコーブラックラムズ東京、横浜キヤノンイーグルスの5チーム。
- DIVISION3では、中国電力レッドレグリオンズとマツダスカイアクティブズ広島のホストエリアが同じ広島県で、ホームグラウンドもBalcom BMW Stadium（広島県広島市）と福山通運ローズスタジアム（広島県福山市）を両チームで使用する。
- 2028-29シーズンからはホームスタジアムの固定化ができるよう、2025-26シーズンから取り組みを開始する[41]。

### NTTグループの対決
- NTTグループはリーグワン初年度から「タイトルパートナー」としてスポンサーに位置している[68]。
- 初年度2022シーズンにおいて、DIVISION1に「NTTコミュニケーションズシャイニングアークス東京ベイ浦安」と「NTTドコモレッドハリケーンズ大阪」が共存した[69]。
- 3年目2023-24シーズンでは、NTTドコモ40%、NTTコミュニケーションズ40%、NTT20%の出資比率によるラグビー事業会社「株式会社NTT Sports X」が2022年7月に設立した「浦安D-Rocks」が、「NTTドコモレッドハリケーンズ大阪」と同じDIVISION2での対戦となる。2023年7月3日、「NTTドコモレッドハリケーンズ大阪」は企業名を削除した「レッドハリケーンズ大阪」に改称した[70][71]。これにより、NTTグループの各チームは、企業名が無くなった。
- DIVISION2の2023-24シーズンの2024年2月3日、同じNTTグループのチーム 浦安D-Rocksとレッドハリケーンズ大阪による対戦が行われ、「NTTダービー」と呼ばれた[72]。

### アーリーエントリー
- アーリーエントリーは、大学卒業前にリーグワンのチームに入団・出場する制度。
- 大学チームで最終学年に所属している選手が、在学中にリーグワン参加チームに所属が内定すると、全国大学ラグビーフットボール選手権の各大学チームにおける日程が終了してから（選手権での勝敗により大学チームごとに異なる）、所定の手続き後、リーグワン公式戦に試合エントリー（出場）できる制度[73]。若手選手の強化・育成をはかる[74]。
- 大学2022年度（リーグワン2022-23シーズン）からこの制度が始まった。アーリーエントリー第1号は、早稲田大学から浦安D-Rocksに2023年1月に入団した小西泰聖[75]。

## チーム一覧
2024-25シーズン参加チームを「ホストエリアの全国地方公共団体コード順→チーム名の五十音順」に並べた。選手情報は、「JAPAN RUGBY LEAGUE ONE 2024-25のスコッド」を参照。
- 「公式チーム名称」のほかに、企業名を略した「呼称」[77]がある場合は、カッコ内に記した。「公式チーム名称」と「呼称」が同じ場合は「呼称」を省略した。
- DIVISION 1の「カンファレンス」は、シーズン（年度）ごとに前年成績をもとに2つのカンファレンス（6チームずつ）がほぼ均等になるように振り分けられる。
- 「ホストエリア」では、都道府県単位で設定がある場合だけ、都道府県名を表記している。
- 「セカンダリーホストエリア」は、ホストエリアと隣接しない特定の市区町村を「追加的本拠地」とするもの（横浜E[78]）[79]。
- 「フレンドリーエリア」として、ファン層の拡大やラグビー振興の観点から、チームまたは保有企業にゆかりのある地域を設定しているチームがある（BL東京[80]、中国PR[81]、九州KV[82]）。
- 「過去の名称」は、原則としてリーグワン開始前年（トップリーグ最終年、2021年）以降のもの。

| 地域 | 公式チーム名称 （呼称）                                                       | 略称      | 2024-25 ディビジョン・ カンファレンス | ホストエリア セカンダリーホストエリア フレンドリーエリア                | 2024-25シーズン ホームスタジアム | 加入 シーズン | 過去の名称                                                                         |
| ---- | ----------------------------------------------------------------------------- | --------- | ------------------------------------- | ----------------------------------------------------------------------- | --- | ------------- | ---------------------------------------------------------------------------------- |
| 東北 | 日本製鉄釜石シーウェイブス NIPPON STEEL KAMAISHI SEAWAVES                     | 釜石SW    | DIVISION 2                            | 釜石市                                                                  | 釜石鵜住居復興スタジアム（岩手県釜石市） ハワイアンズスタジアムいわき（福島県いわき市） いわぎんスタジアム（岩手県盛岡市） ウエスタンデジタルスタジアムきたかみ（岩手県北上市）                                                                 | 2022          | 新日鐵釜石(2000-01まで) 釜石シーウェイブスRFC(2022-23まで)                         |
| 関東 | 埼玉パナソニックワイルドナイツ （埼玉ワイルドナイツ） SAITAMA WILD KNIGHTS    | 埼玉WK    | DIVISION 1 カンファレンスB            | 埼玉県                                                                  | 熊谷ラグビー場（埼玉県熊谷市） | 2022          | パナソニック ワイルドナイツ                                                        |
| 関東 | ヤクルトレビンズ戸田 Yakult Levins Toda                                       | L戸田     | DIVISION 3                            | 戸田市                                                                  | 栃木県グリーンスタジアム（栃木県宇都宮市） アースケア敷島サッカー・ラグビー場（群馬県前橋市） 太田市運動公園陸上競技場（群馬県太田市） AGFフィールド（東京都調布市）                                                                            | 2024-25       | ヤクルトレビンズ                                                                   |
| 関東 | 狭山セコムラガッツ SAYAMA SECOM RUGGUTS                                       | 狭山RG    | DIVISION 3                            | 狭山市                                                                  | 足利市総合運動場陸上競技場（栃木県足利市） JITリサイクルインクスタジアム（山梨県甲府市） 栃木県グリーンスタジアム（栃木県宇都宮市） 海老名運動公園陸上競技場（神奈川県海老名市）                                                                | 2024-25       | セコムラガッツ                                                                     |
| 関東 | NECグリーンロケッツ東葛 （グリーンロケッツ東葛） GREEN ROCKETS TOKATSU        | GR東葛    | DIVISION 2                            | 我孫子市・柏市・松戸市・流山市・野田市・鎌ケ谷市・白井市・印西市        | 柏の葉公園総合競技場（千葉県柏市） | 2022          | NECグリーンロケッツ                                                                |
| 関東 | 浦安D-Rocks URAYASU D-Rocks                                                   | 浦安DR    | DIVISION 1 カンファレンスA            | 浦安市                                                                  | 秩父宮ラグビー場（東京都港区） えがお健康スタジアム（熊本県熊本市） Jヴィレッジスタジアム（福島県双葉郡広野町） キューアンドエースタジアムみやぎ（宮城県宮城郡利府町） ゼットエーオリプリスタジアム（千葉県市原市）                             | 2022-23       | NTTコミュニケーションズ シャイニングアークス東京ベイ浦安                           |
| 関東 | 東京サントリーサンゴリアス （東京サンゴリアス） TOKYO SUNGOLIATH              | 東京SG    | DIVISION 1 カンファレンスB            | 東京都・港区・府中市・調布市・三鷹市                                    | 味の素スタジアム（東京都調布市） 秩父宮ラグビー場（東京都港区） 東大阪市花園ラグビー場（大阪府東大阪市） | 2022          | サントリーサンゴリアス                                                             |
| 関東 | 東芝ブレイブルーパス東京 TOSHIBA BRAVE LUPUS TOKYO                            | BL東京    | DIVISION 1 カンファレンスA            | 東京都・府中市・調布市・三鷹市 フレンドリーエリア：川崎市               | 味の素スタジアム（東京都調布市） Uvanceとどろきスタジアムby Fujitsu（神奈川県川崎市） 大和ハウス プレミストドーム（北海道札幌市） 秩父宮ラグビー場（東京都港区）                                                                                | 2022          | 東芝ブレイブルーパス                                                               |
| 関東 | リコーブラックラムズ東京 （ブラックラムズ東京） BlackRams Tokyo               | BR東京    | DIVISION 1 カンファレンスB            | 東京都・世田谷区                                                        | 秩父宮ラグビー場（東京都港区） 駒沢オリンピック公園総合運動場陸上競技場（東京都世田谷区） | 2022          | リコーブラックラムズ                                                               |
| 関東 | 清水建設江東ブルーシャークス SHIMIZU KOTO BLUE SHARKS                         | 江東BS    | DIVISION 2                            | 江東区                                                                  | 江東区夢の島陸上競技場（東京都江東区） | 2022          | 清水建設ブルーシャークス                                                           |
| 関東 | クボタスピアーズ船橋・東京ベイ Kubota Spears Funabashi TOKYO-BAY              | S東京ベイ | DIVISION 1 カンファレンスB            | 江戸川区・中央区・市川市・船橋市・千葉市・市原市・成田市                | 味の素スタジアム（東京都調布市） スピアーズえどりくフィールド（東京都江戸川区） 東大阪市花園ラグビー場（大阪府東大阪市） | 2022          | クボタスピアーズ                                                                   |
| 関東 | クリタウォーターガッシュ昭島 Kurita Water Gush Akishima                       | WG昭島    | DIVISION 3                            | 昭島市                                                                  | 厚木市荻野運動公園競技場（神奈川県厚木市） AGFフィールド（東京都調布市） | 2022          | 栗田工業ウォーターガッシュ                                                         |
| 関東 | 日野レッドドルフィンズ HINO RED DOLPHINS                                      | 日野RD    | DIVISION 2                            | 日野市・八王子市および周辺地域                                          | 太田市運動公園陸上競技場（群馬県太田市） スピアーズえどりくフィールド（東京都江戸川区） AGFフィールド（東京都調布市） 森エンジニアリング桐生スタジアム（群馬県桐生市）                                                                          | 2022          | 日野自動車レッドドルフィンズ(2017-18まで)                                          |
| 関東 | 三菱重工相模原ダイナボアーズ Mitsubishi Heavy Industries Sagamihara Dynaboars | 相模原DB  | DIVISION 1 カンファレンスA            | 神奈川県・相模原市                                                      | 相模原ギオンスタジアム（神奈川県相模原市） 秩父宮ラグビー場（東京都港区） たけびしスタジアム京都（京都府京都市） ベネックス総合運動公園かきどまり陸上競技場（長崎県長崎市）                                                                     | 2022          |                                                                                    |
| 関東 | 横浜キヤノンイーグルス YOKOHAMA CANON EAGLES                                  | 横浜E     | DIVISION 1 カンファレンスA            | 横浜市 セカンダリーホストエリア：大分県                                 | 日産スタジアム（神奈川県横浜市） ニッパツ三ツ沢球技場（神奈川県横浜市） 秩父宮ラグビー場（東京都港区） クラサスドーム大分（大分県大分市） | 2022          | キヤノンイーグルス                                                                 |
| 中部 | 静岡ブルーレヴズ SHIZUOKA BlueRevs                                            | 静岡BR    | DIVISION 1 カンファレンスA            | 静岡県                                                                  | ヤマハスタジアム（静岡県磐田市） IAIスタジアム日本平（静岡県静岡市） エコパスタジアム（静岡県袋井市） | 2022          | ヤマハ発動機ジュビロ                                                               |
| 中部 | トヨタヴェルブリッツ TOYOTA VERBLITZ                                          | トヨタV   | DIVISION 1 カンファレンスB            | 愛知県・豊田市・名古屋市・みよし市                                      | 岐阜メモリアルセンター長良川競技場（岐阜県岐阜市） ミクニワールドスタジアム北九州（福岡県北九州市） 豊田スタジアム（愛知県豊田市） 東大阪市花園ラグビー場（大阪府東大阪市）                                                                     | 2022          | トヨタ自動車ヴェルブリッツ                                                         |
| 中部 | 豊田自動織機シャトルズ愛知 Toyota Industries Corporation Shuttles Aichi       | S愛知     | DIVISION 2                            | 愛知県                                                                  | ウェーブスタジアム刈谷（愛知県刈谷市） | 2022          | 豊田自動織機シャトルズ                                                             |
| 中部 | 三重ホンダヒート MIE Honda HEAT                                               | 三重H     | DIVISION 1 カンファレンスB            | 三重県                                                                  | 三重交通Gスポーツの森鈴鹿サッカー・ラグビー場（三重県鈴鹿市） | 2022          | Honda HEAT                                                                         |
| 近畿 | レッドハリケーンズ大阪 Red Hurricanes Osaka                                   | RH大阪    | DIVISION 2                            | 大阪市                                                                  | ヨドコウ桜スタジアム（大阪府大阪市東住吉区） ヤンマースタジアム長居（大阪府大阪市住吉区） | 2022          | NTTドコモレッドハリケーンズ(2021まで) NTTドコモレッドハリケーンズ大阪(2022-23まで) |
| 近畿 | 花園近鉄ライナーズ HANAZONO KINTETSU LINERS                                   | 花園L     | DIVISION 2                            | 東大阪市・大阪府                                                        | 東大阪市花園ラグビー場（大阪府東大阪市） | 2022          | 近鉄ライナーズ                                                                     |
| 近畿 | コベルコ神戸スティーラーズ KOBELCO KOBE STEELERS                              | 神戸S     | DIVISION 1 カンファレンスA            | 神戸市・兵庫県                                                          | 神戸総合運動公園ユニバー記念競技場（兵庫県神戸市） ノエビアスタジアム神戸（兵庫県神戸市） 東大阪市花園ラグビー場（大阪府東大阪市） | 2022          | 神戸製綱コベルコスティーラーズ                                                     |
| 中国 | 中国電力レッドレグリオンズ Chugoku Electric Power Red Regulions               | 中国RR    | DIVISION 3                            | 広島県 フレンドリーエリア：中国地方全域                                 | Balcom BMW Stadium（広島県広島市） 維新みらいふスタジアム（山口県山口市） 福山通運ローズスタジアム（広島県福山市） | 2022          |                                                                                    |
| 中国 | マツダスカイアクティブズ広島 （スカイアクティブズ広島） SKYACTIVS HIROSHIMA   | SA広島    | DIVISION 3                            | 広島県                                                                  | Balcom BMW Stadium（広島県広島市） 福山通運ローズスタジアム（広島県福山市） | 2022          | マツダブルーズーマーズ                                                             |
| 九州 | 九州電力キューデンヴォルテクス Kyushudenryoku Kyuden Voltex                   | 九州KV    | DIVISION 2                            | 福岡市 フレンドリーエリア：九州全域                                     | ベスト電器スタジアム（福岡県福岡市） ミクニワールドスタジアム北九州（福岡県北九州市） ベネックス総合運動公園（長崎県長崎市） 東平尾公園博多の森陸上競技場（福岡県福岡市） えがお健康スタジアム（熊本県熊本市） KUROKIRI STADIUM（宮崎県都城市） | 2022          |                                                                                    |
| 九州 | ルリーロ福岡 LeRIRO Fukuoka                                                   | LR福岡    | DIVISION 3                            | 筑後地区 (朝倉市、うきは市、大川市、久留米市、大刀洗町、筑後市、広川町) | 久留米総合スポーツセンター陸上競技場（福岡県久留米市） | 2024-25       |                                                                                    |

### 解散したチーム
| 地域 | 公式チーム名称 （呼称） | 最終 シーズン | 略称   | 解散時の ディビジョン | 解散時の ホストエリア セカンダリーホストエリア                | 最終シーズンの ホームスタジアム                   | 過去の名称                                  |
| ---- | --- | ------------- | ------ | --------------------- | ------------------------------------------------------------- | ------------------------------------------------- | ------------------------------------------- |
| 関東 | NTTコミュニケーションズシャイニングアークス東京ベイ浦安 （シャイニングアークス東京ベイ浦安） ShiningArcs TOKYO-BAY URAYASU | 2022          | SA浦安 | DIVISION 1            | 浦安市、江東区および周辺地域 セカンダリーホストエリア：仙台市 | 秩父宮ラグビー場                                  | NTTコミュニケーションズシャイニングアークス |
| 九州 | 宗像サニックスブルース MUNAKATA SANIX BLUES                                                                                | 2022          | 宗像B  | DIVISION 3            | 宗像市 セカンダリーホストエリア：北九州市                     | ミクニワールドスタジアム北九州 グローバルアリーナ |                                             |

## 選手の登録区分
選手は、3つのカテゴリ（カテゴリA・B・C）に分けて登録され、それぞれの人数を定めている。 同一シーズン中に、カテゴリを変更することはできない。2026-27シーズンから4つのカテゴリになる。
| 選手カテゴリ および 人数 | 選手カテゴリ および 人数 | 選手カテゴリ および 人数 | 選手カテゴリ および 人数 | 選手カテゴリ および 人数                                                                | 選手カテゴリ および 人数                                                                | 選手カテゴリ および 人数                                                                | 選手カテゴリ および 人数                                             | 選手カテゴリ および 人数                                             | 選手カテゴリ および 人数                                             | 選手カテゴリ および 人数        | 選手カテゴリ および 人数        | 選手カテゴリ および 人数        | 選手カテゴリ および 人数 |
| ------------------------ | --- | --- | --- | --------------------------------------------------------------------------------------- | --------------------------------------------------------------------------------------- | --------------------------------------------------------------------------------------- | -------------------------------------------------------------------- | -------------------------------------------------------------------- | -------------------------------------------------------------------- | ------------------------------- | ------------------------------- | ------------------------------- | ------------------------ |
| シーズン                 | カテゴリA 日本代表実績あり/資格あり (5年以上続けて日本に居住し、国外滞在は年間62日以内) | カテゴリA 日本代表実績あり/資格あり (5年以上続けて日本に居住し、国外滞在は年間62日以内) | カテゴリA 日本代表実績あり/資格あり (5年以上続けて日本に居住し、国外滞在は年間62日以内) | カテゴリA 日本代表実績あり/資格あり (5年以上続けて日本に居住し、国外滞在は年間62日以内) | カテゴリA 日本代表実績あり/資格あり (5年以上続けて日本に居住し、国外滞在は年間62日以内) | カテゴリA 日本代表実績あり/資格あり (5年以上続けて日本に居住し、国外滞在は年間62日以内) | カテゴリB 日本代表資格獲得見込み                                     | カテゴリB 日本代表資格獲得見込み                                     | カテゴリB 日本代表資格獲得見込み                                     | カテゴリC 他国代表履歴あり など | カテゴリC 他国代表履歴あり など | カテゴリC 他国代表履歴あり など | 出典                     |
| シーズン                 | チーム登録 (大会エントリー) | チーム登録 (大会エントリー) | 試合登録 (23名のうち) | 試合登録 (23名のうち)                                                                   | 試合中 (15名のうち)                                                                     | 試合中 (15名のうち)                                                                     | チーム登録 (大会エントリー)                                          | 試合登録 (23名のうち)                                                | 試合中 (15名のうち)                                                  | チーム登録 (大会エントリー)     | 試合登録 (23名のうち)           | 試合中 (15名のうち)             | 出典                     |
| 2022                     | 制限なし | 制限なし | 17名以上 | 17名以上                                                                                | 11名以上                                                                                | 11名以上                                                                                | 制限なし                                                             | 任意                                                                 | 任意                                                                 | 3名以下                         | 3名以下                         | 任意                            | [ 86 ]                   |
| 2022-23                  | 40名以上または 80%以上 (いずれか大きい方) | 40名以上または 80%以上 (いずれか大きい方) | 17名以上 | 17名以上                                                                                | 11名以上                                                                                | 11名以上                                                                                | BとCの合計で 10名以下または20%以下 (いずれか小さい方)                | BとCの合計で 6名以下                                                 | BとCの合計で 6名以下                                                 | 3名以下                         | 3名以下                         | 3名以下                         | [ 87 ]                   |
| 2023-24                  | 80%以上 | 80%以上 | 17名以上 | 17名以上                                                                                | 11名以上                                                                                | 11名以上                                                                                | BとCの合計で 10名以下または 20%以下 (いずれか小さい方)               | BとCの合計で 6名以下                                                 | BとCの合計で 6名以下                                                 | 3名以下                         | 3名以下                         | 3名以下                         | [ 88 ]                   |
| シーズン                 | カテゴリA 日本代表実績あり/資格あり (5年間継続して日本協会に登録) | カテゴリA 日本代表実績あり/資格あり (5年間継続して日本協会に登録) | カテゴリA 日本代表実績あり/資格あり (5年間継続して日本協会に登録) | カテゴリA 日本代表実績あり/資格あり (5年間継続して日本協会に登録)                       | カテゴリA 日本代表実績あり/資格あり (5年間継続して日本協会に登録)                       | カテゴリA 日本代表実績あり/資格あり (5年間継続して日本協会に登録)                       | カテゴリB 日本代表資格獲得見込み                                     | カテゴリB 日本代表資格獲得見込み                                     | カテゴリB 日本代表資格獲得見込み                                     | カテゴリC 他国代表履歴あり など | カテゴリC 他国代表履歴あり など | カテゴリC 他国代表履歴あり など | 出典                     |
| シーズン                 | チーム登録 (大会エントリー) | チーム登録 (大会エントリー) | 試合登録 (23名のうち) | 試合登録 (23名のうち)                                                                   | 試合中 (15名のうち)                                                                     | 試合中 (15名のうち)                                                                     | チーム登録 (大会エントリー)                                          | 試合登録 (23名のうち)                                                | 試合中 (15名のうち)                                                  | チーム登録 (大会エントリー)     | 試合登録 (23名のうち)           | 試合中 (15名のうち)             | 出典                     |
| 2024-25                  | 80%以上 | 80%以上 | 17名以上 | 17名以上                                                                                | 11名以上                                                                                | 11名以上                                                                                | BとCの合計で 10名以下または 20%以下 (いずれか小さい方)               | BとCの合計で 6名以下                                                 | BとCの合計で 6名以下                                                 | 3名以下                         | 3名以下                         | 3名以下                         | [ 88 ]                   |
| 2025-26                  | 80%以上 | 80%以上 | 17名以上 | 17名以上                                                                                | 11名以上                                                                                | 11名以上                                                                                | BとCの合計で 10名以下または 20%以下 (いずれか小さい方)               | BとCの合計で 6名以下                                                 | BとCの合計で 6名以下                                                 | 3名以下                         | 3名以下                         | 3名以下                         | [ 89 ]                   |
| シーズン                 | カテゴリA-1 (1) 他協会の代表歴がなく小中学校の義務教育9年間のうち、6年以上を日本で過ごした選手 (2) 他協会の代表歴がなく本人が日本出生または両親祖父母のうち1人が日本出生している選手 (3) A-2の選手のうち日本代表キャップを30以上持つ選手 | カテゴリA-1 (1) 他協会の代表歴がなく小中学校の義務教育9年間のうち、6年以上を日本で過ごした選手 (2) 他協会の代表歴がなく本人が日本出生または両親祖父母のうち1人が日本出生している選手 (3) A-2の選手のうち日本代表キャップを30以上持つ選手 | カテゴリA-1 (1) 他協会の代表歴がなく小中学校の義務教育9年間のうち、6年以上を日本で過ごした選手 (2) 他協会の代表歴がなく本人が日本出生または両親祖父母のうち1人が日本出生している選手 (3) A-2の選手のうち日本代表キャップを30以上持つ選手 | カテゴリA-2 他協会の代表歴がなく日本協会への継続登録が48か月以上の選手                  | カテゴリA-2 他協会の代表歴がなく日本協会への継続登録が48か月以上の選手                  | カテゴリA-2 他協会の代表歴がなく日本協会への継続登録が48か月以上の選手                  | カテゴリB 他協会の代表歴がなく日本協会への継続登録が48か月未満の選手 | カテゴリB 他協会の代表歴がなく日本協会への継続登録が48か月未満の選手 | カテゴリB 他協会の代表歴がなく日本協会への継続登録が48か月未満の選手 | カテゴリC 他協会の代表歴あり    | カテゴリC 他協会の代表歴あり    | カテゴリC 他協会の代表歴あり    | 出典                     |
| シーズン                 | チーム登録 (大会エントリー) | 試合登録 (23名のうち) | 試合中 (15名のうち) | チーム登録 (大会エントリー)                                                             | 試合登録 (23名のうち)                                                                   | 試合中 (15名のうち)                                                                     | チーム登録 (大会エントリー)                                          | 試合登録 (23名のうち)                                                | 試合中 (15名のうち)                                                  | チーム登録 (大会エントリー)     | 試合登録 (23名のうち)           | 試合中 (15名のうち)             | 出典                     |
| 2026-27                  | A-1とA-2の合計で 80%以上 | 14名以上 | 8名以上 | A-1とA-2の合計で 80%以上                                                                | A-2とBとCの合計で 9名以下                                                               | A-2とBとCの合計で 7名以下                                                               | BとCの合計で 10名以下または 20%以下 (いずれか小さい方)               | A-2とBとCの合計で 9名以下 かつ BとCの合計で6名以下                   | A-2とBとCの合計で 7名以下                                            | 3名以下                         | 3名以下                         | 3名以下                         | [ 89 ]                   |

### 2026-27シーズン以降
前述の表のように、2024-25シーズンからはワールドラグビーによる所属協会条件が緩和され、リーグワンでは「カテゴリA」となる外国出身選手が激増した。
これに一定の制限を加えるため、2026-27シーズンから、選手の登録区分に追加カテゴリを導入。カテゴリAを、「カテゴリA-1」および「カテゴリA-2」に区分する。主な目的は、日本選手の出場枠確保と、過度な外国人選手依存を抑制することにある。
A-1は「小中学校の義務教育9年間のうち、6年以上を日本で過ごした選手」で、A-2は「A-1以外で、他協会の代表歴がなく、日本協会における48カ月以上の継続登録がある選手」。A-2の要件を満たす選手のうち、日本代表キャップを30以上持つ選手は、優遇措置としてA-1に分類する。
2024-25シーズンでは、試合出場中15人のうち日本国籍取得選手を含めた外国出身者が10人を超えるチームも現れている。2026-27シーズンからは、日本生まれなどの条件を満たした選手で8人以上がプレーすることになる。リーグワンの東海林一専務理事は「小中学生などの若年層に、リーグワンでプレーしたいという意欲を高めてもらい、国内の競技人口増加を目指す」としている。

#### 新カテゴリへの批判
2025年5月13日、リーグワンによる発表直後に、2024-25シーズンでカテゴリAのレメキロマノラヴァ（三重H）は「日本のためにオリンピック出てワールドカップ2回出て日本国籍をとったけどカテゴリA-2になった!」と、X（旧Twitter）で不満を表明した。
2025年5月15日、スポーツライターの大友信彦は中日スポーツで、「日本人選手と同条件でプレーする外国出身選手の権利を奪うものだ」と主張している。レメキロマノラヴァは日本国籍を取り2016年リオデジャネイロオリンピックで4位、2019年ワールドカップ日本大会ではベスト8と、過去最高レベルとなった日本チームの一員であることを挙げ、「人を大事にしない組織は衰退する」と断じた。「苦労して日本国籍を取得した選手に対する差別であり、国籍差別が大きかったトップリーグ時代よりも差別的である」としている。
同じく2025年5月15日、スポーツジャーナリストの二宮清純は、「日本出身選手の出場機会が増えるのはいいことだ。日本のリーグだから、日本国籍を持つ選手が優遇されるのは理解できる。それならば、海外出身でも日本国籍を取得した選手も、同様に扱う（A-1とする）のが筋だ」と述べた。
2025年5月29日、ラグビーライターの吉田宏は、日本代表30キャップ未満となる多くの海外出身選手へのリスペクトがないことを指摘。さらに、日本国籍を取得したカテゴリA-2の選手に対し、日本国憲法で保障された職業選択の自由を侵害しているのではないか、と問題視している。

### 2024-25シーズンの場合
2024年10月22日現在。
大学最終学年に在籍し 新年度から入団内定している選手は、「アーリーエントリー」により、当該年度の全国大学ラグビーフットボール選手権全日程終了後に登録・出場できる。
2024年8月からワールドラグビーが国代表資格条件を緩和し、「5年以上続けて当該国に住む」から「5年間継続して当該国の協会もしくはラグビー団体のみに登録する」となった。これを受けて、2024年10月22日にジャパンラグビーリーグワンは、国外滞在日数の制限（年間62日以内）を撤廃し、これまでシーズンオフに2か月以上の母国帰国を理由にカテゴリーBだった選手の多くが、カテゴリーAになる。

#### 「カテゴリA」の条件（2024-25シーズン）
以下（1～3）のいずれかを満たす者。各チームの「カテゴリA」の人数は、総選手登録数の80%以上。試合登録は23名のうち17名以上。同時試合出場は11人以上。
1. 日本代表歴のある者。
2. 日本代表歴のない者のうち、以下のいずれかを満たす者。
1. 日本で生まれ、日本以外の国または地域のラグビーフットボール協会（他の協会）の代表歴がないこと。
2. 両親、祖父母の１人が日本で生まれ、本人に他の協会の代表歴がないこと。
3. リーグ登録を行ったシーズン（リーグ登録シーズン）開始日時点で、48か月間以上 継続して協会登録され、他の協会の代表歴がないこと。
4. 2024-25シーズン開始日時点で、48か月間以上継続して日本を居住地としており、他の協会の代表歴がないこと。
5. 2024-25シーズン開始日時点で、日本に継続居住し、2024-25シーズン開始日以降、日本協会に継続登録し ており、2025-26シーズン以降のリーグ登録シーズン開始時点で、継続居住および継続登録の期間の合計が48か月間以上であること。
6. リーグ登録シーズン開始日時点で直前の累計9年間日本を居住地としており、他の協会の代表歴がないこと。
7. 継続登録要件を満たし、在学証明書、または卒業証明書により証明することができる留学生であること。
8. 継続居住要件を満たし、在学証明書、または卒業証明書により証明することができ、かつ在学中の国外滞在日数が年間62日以下であることが、入国管理局が発行する出入国記録で確認できる留学生であること。（この条件は、2024-25シーズン開始日まで。）
9. 2024-25シーズン開始日時点で、日本に継続居住し、在学証明書または卒業証明書により証明することができ、かつ在学中の日本国外滞在日数が年間62日以下であることが、入国管理局が発行する出入国記録により確認することができる留学生であり、2024-25シーズン開始日以降、日本協会に継続登録しており、2025-26シーズン以降のリーグ登録シーズン開始時点で、継続居住および継続登録の期間の合計が48か月間以上であること。（この条件は、2028-29シーズン開始日まで。）

3. 以下のいずれかを満たす者。
1. 2016年8月31日以前に日本国籍取得選手として協会登録していたこと。
2. 2021年11月30日以前に日本国籍取得選手として協会登録、または日本国籍取得選手として認定されて追加で協会登録されていること。
3. 2016年8月31日以前に特別永住権取得選手として協会登録していたこと。
4. 2017年8月31日以前に日本での義務教育修了者として協会登録を行っており、引き続き日本に在住していること。
5. 2021年度シーズン開始以前に「アジア枠」該当選手として協会登録していたこと。

#### 「カテゴリB」の条件（2024-25シーズン）
以下（1～2）のいずれかを満たす者。人数制限があり、各チームのカテゴリB・C合計で、10名以下または総選手登録数の20%以下（いずれか小さい方）。試合登録は、カテゴリB・C合計で6名以下で、かつ、カテゴリCは3名以下。同時試合出場は、カテゴリB・C合計で4名以下で、かつ、カテゴリCは3名以下。
1. 他の協会の代表歴のない者のうち、以下のいずれかに該当する者。
1. リーグ登録シーズン開始日時点で「カテゴリA」の要件を満たしておらず、将来的に「カテゴリA」の要件を満たした場合に日本代表資格を得られる可能性があること。
2. 2021年11月30日以前に日本国籍取得を申請しているが、2021年12月28日までに当該申請が認定されていないこと。

2. 他の協会の代表歴のある者のうち、以下に該当する者。
- 2021年シーズン開始以前に「アジア枠」該当選手として協会登録していたこと。

2024年10月22日に、ジャパンラグビーリーグワンは、国外滞在日数の制限（年間62日以内）を撤廃し、それまでシーズンオフに2か月以上の母国帰国をしていたことなどを理由にカテゴリBとなっていた選手は、多くがカテゴリAに変更となる。

#### 「カテゴリC」の条件（2024-25シーズン）
- 「カテゴリA」および「カテゴリB」のいずれにも当てはまらないこと。
- 人数制限があり、各チームのカテゴリB・C合計で、10名以下または総選手登録数の20%以下（いずれか小さい方）。試合登録は、カテゴリB・C合計で6名以下で、かつ、カテゴリCは3名以下。同時試合出場は、カテゴリB・C合計で4名以下で、かつ、カテゴリCは3名以下。

### 2022シーズン
初年度2022シーズンのみ、経過措置として、カテゴリA・Bの人数制限は無かった。カテゴリCは3名以下だった。

## 海外有力選手の加入
南半球のピークシーズンではないため、多数が加入している。
ニュージーランドとオーストラリアの選手は、主にサバティカル（後述）による1シーズン契約や、国代表引退直後の複数年契約。南アフリカ共和国の選手は、国代表資格を持ったままの複数年契約が多い。
南半球の有力選手が多く参加する理由として、2023年12月にスポーツライターの直江光信は、（1）フランスTOP14やイングランドプレミアシップと並ぶほど日本でのギャラが高額、（2）それら海外リーグに比べて試合数が少なく、コンディションを維持しやすい、（3）近年、日本ラグビーのレベルが上がり、選手にとって価値ある競争の場になった、（4）治安や生活インフラの水準が高く、パートナーや子どもが暮らしやすい、を挙げている。
- 2023-24シーズンでは、ワールドカップ2023の決勝戦に出場した南アフリカ代表とニュージーランド代表のメンバーだけでも、あわせて15人が参加[110][111][112][113][114]。
- 2024-25シーズンでは、2024年までオールブラックス（ニュージーランド代表）としてハカのリーダーを務めたTJ・ペレナラが、3年解約でリコーブラックラムズ東京に入団した[115][116]。ペレナラは事実上、オールブラックス引退となる。
- 2023年から東京サントリーサンゴリアスに所属しているチェスリン・コルビは、南アフリカ代表としても活躍しており、2024年ワールドラグビーアワード「ドリームチーム（ベスト・フィフティーン）」に選ばれた。

### ニュージーランド代表の「サバティカル」制度
ワールドラグビーの代表資格より厳しい、ニュージーランド協会独自の規定がある。それは、「海外チームでプレーする選手は、ニュージーランド代表（オールブラックス）の資格を持てない」というもの。
ただし例外規定として「サバティカル（英: sabbatical、日本語の『長期休暇』に相当）」がある。これによりニュージーランド代表選手は1年間の休暇を利用して、海外でプレーをすることができ、季節が半年ずれている日本など北半球で多くの現役ニュージーランド代表選手が活躍している。
このため、現役ニュージーランド代表選手のリーグワンへの在籍は１シーズンのみとなり、2シーズン以上在籍の場合は国代表を退いた選手となる。

### 2026-27シーズンから外国人選手に制限
2026-27シーズンから、選手の登録区分に追加カテゴリを導入。カテゴリAを、「カテゴリA-1」および「カテゴリA-2」に区分する。
A-1は「小中学校の義務教育9年間のうち、6年以上を日本で過ごした選手」で、A-2は「A-1以外で、他協会の代表歴がなく、日本協会における48カ月以上の継続登録がある選手」。A-2の要件を満たす選手のうち、日本代表キャップを30以上持つ選手は、優遇措置としてA-1に分類する。
試合でプレーする15人のうち、A-1は8人以上となるようにし、A-2はカテゴリB・Cと合わせて7人以下とする。これにより、これまでカテゴリAだった外国人選手の出場機会に一定の制限が加えられることになる。詳細は上述「選手の登録区分」を参照。

## チーム名に関する現状
チーム名には、(1) 公式チーム名称、(2) 企業名を外して短くするか、公式チーム名称と同じままにする、呼称、(3) アルファベット混じりで5文字以内におさめた公式の略称 という3つの公式表記のほか、(4) 報道メディアが独自に定めた略称 などがある。

### 地域名が必須、企業名は任意
- トップリーグ時代と異なり、チーム名には必ず「地域名」を入れる。「企業名」は任意となったが、企業名のないチームは、初年度（2022シーズン）24チームのうち、3チーム（静岡ブルーレヴズ、日野レッドドルフィンズ、釜石シーウェイブスRFC）だけだった[123][124]。
- 3年度目となる2023-24シーズンをひかえた2023年10月2日、釜石シーウェイブスRFCは、あえてメインスポンサーの企業名を加えて「日本製鉄釜石シーウェイブス」に改名した[125][126]。
- 「長いカタカナの愛称」を「地域名」「企業名」と共に並べることで名称が長くなりすぎる事例や、同じ地域名のため分かりにくくなる事例も現れた[61][127]。チーム名に「東京」を入れているのは現在4チームもあり[128]、チームが首都圏に偏り、「地域密着」の理念が薄れている[129]。

### 統一されない「呼称」
企業名などを外した「呼称」を公式に定めている。しかし、企業名を外して短くしたチームと、企業名などを外さないチーム（公式チーム名称のまま）とが混在し、「呼称」は表記が統一されていない。以下に2024-25シーズンDIVISION1の例を示す。
- 企業名を外した 公式の「呼称」：埼玉ワイルドナイツ、東京サンゴリアス、ブラックラムズ東京

- 企業名などを外さない 公式の「呼称」（正式名のまま）：クボタスピアーズ船橋・東京ベイ、コベルコ神戸スティーラーズ、東芝ブレイブルーパス東京、トヨタヴェルブリッツ、三重ホンダヒート、三菱重工相模原ダイナボアーズ、横浜キヤノンイーグルス

- 正式名に企業名がない 公式の「呼称」（正式名のまま）：静岡ブルーレヴズ、浦安D-Rocks

### 視認性の悪い「公式略称」
アルファベットを使った公式の略称については、BL東京とBR東京のように視認性が悪い場合があるほか、元のチーム名を想起しにくい。初年度からの分かりにくさについて、スポーツライターの大島和人は、「『名称、略称を人に伝える工夫』を怠っているチームが多い。『何のために名乗るのか』という根本的な思考が欠落している」と批判している。

#### NHKの表記
NHKでは、通常、アルファベット混じりの公式略称を使っていない。また、初年度とそれ以降とでは、以下のように略称の方針が異なる。
- 初年度2022シーズンでは、チーム名を略して伝える際に、トップリーグ時代と同じく「企業名のみ（ブランド名のみ）」（例：パナソニック、サントリー、コベルコ）にした[134][135][136]。企業名のないチームは「地域名のみ」（例：静岡、釜石）にした[137]。
- 2年度目2022-23シーズン以降、略して伝える際は「愛称のみ」にしている（例：ワイルドナイツ[138]、ブレイブルーパス[138]、イーグルス[139]、ブルーレヴズ[140]、ライナーズ[141]）。

#### 日本テレビの表記
- 2022-23シーズンの日本テレビでは「埼玉ワイルドナイツ 対 横浜キヤノン」[142]「ブラックラムズ 対 トヨタ」[143]と、片方のチームは愛称を使い、もう片方は愛称ではなく企業名を使うなど、略し方が全く統一されず、表記が混乱していた。
- 2023-24シーズンの日本テレビでは、公式の「呼称」で統一して表記している（例：「埼玉ワイルドナイツ×横浜キヤノンイーグルス」[144]）。略称の場合は、アルファベットを無くしても分かるチームは、それも略す（例：「埼玉×横浜」）[145]。

#### J SPORTSの表記
- パートナースポンサーであり、全試合を放送または配信で伝えるJ SPORTSは、アルファベット混じりの公式略称を、試合中継画面の得点表示で使っている。
- 電子番組表（EPG）でのJ SPORTS番組名（対戦名）は、地域のみの表記が可能なチームは、それを原則としている（埼玉、横浜、東葛、相模原、静岡、花園、神戸）。他のチームは、アルファベット混じりなど（BL東京、BR東京、東京SG、東京ベイ、トヨタ）。

## スーパーラグビーのチームとの対戦

### ニュージーランド
2023年5月10日、日本ラグビーフットボール協会は、ニュージーランドラグビー協会との連携と定期的な試合開催の覚書を締結。2024年から2027年まで、スーパーラグビーに参加するニュージーランドのチームが、リーグワンのチームと対戦するという内容も含まれる。

#### THE CROSS-BORDER RUGBY
- 2024年2月3日から10日にかけて、「スーパーラグビー・パシフィック」のチーフスとブルーズ（どちらもニュージーランド）が来日。「THE CROSS-BORDER RUGBY 2024」と銘打ち、計4試合を行った[147][148]。

### オーストラリア
2023年7月21日、日本ラグビーフットボール協会は、オーストラリアラグビー協会との覚書を締結した。これにより2024年から2029年までのあいだ、スーパーラグビー所属チームとリーグワン所属チームとの対戦が検討されることになった。

## 試合方法
テレビジョンマッチオフィシャル（TMO）については、2024-25シーズンでも、オフ・フィールド・レビュー（TMOバンカー）と20分レッドカードを行う（DIVISION3を除く）。

### DIVISION1
出典:
- 日程：2024年12月21日(土) - 2025年5月11日(日)
- 参加チーム：12チーム
- 試合数：108試合（1チームあたり18試合）
- 大会成立要件：全108試合のうち、54試合以上が実施されること。

#### 大会方式
- 12チームを2つのカンファレンスに分け、それぞれ6チームがホスト＆ビジターの2回戦総当たり形式で試合（各チーム10試合、内ホスト5試合）を行う。加えて、異なるカンファレンスの6チームのうち、別途リーグが定める2チームとそれぞれホスト＆ビジターの2回試合（各チーム4試合、内ホスト2試合）を実施し、残る4チームとそれぞれ1回試合（各チーム4試合、うちホスト2試合）を行う。
- 下記の順位決定方法により、1位から6位は暫定順位とし、それらに該当する6チームが第7条に定めるプレーオフトーナメントに進出し、最終順位を決定する。7位以下はリーグ戦の成績で順位を決定する。

#### 競技規則
- ワールドラグビーが定める競技規則[152]に従う。
- 試験実施ルールを採用する場合には、本要項の記載にかかわらず試験実施ルールが優先する。試験実施ルールとして、ファールプレーレビューオフィシャル、20分レッドカードを行う。
- 試合時間は40分ハーフ、ハーフタイムは15分間。
- テレビジョンマッチオフィシャル（TMO）を実施する。
- 頭部外傷の取り扱いは、HIA（Head Injury Assessment）[153]とする。

#### 順位決定方法
【1】勝ち点、【2】勝利数、【3】1および2が同数であったチーム間の試合での勝ち点、【4】1、2、3が同数だったチーム間の試合での得失点差、【5】全試合の得失点差、【6】当該チーム間の試合でのトライ数、【7】全試合でのトライ数、【8】当該チーム間の試合でのトライ後のゴール数、【9】全試合でのトライ後のゴール数、【10】抽選、によって決定する（1が同数の場合に2によって決定するものとし、以降も同様とする）。

#### 勝ち点
- 付与される勝ち点は、勝ち4点、引き分け2点、負け0点とする。ただし、7点差以内の負けは1点を付与する。また、3トライ差以上での勝ちは追加で1点を付与する。
- 双方のチームの責に帰すべき事由によらず、不可抗力により試合中止になった場合、双方のチームに勝ち点2点および得点14点（2トライおよび2ゴール）を付与する。
- 一方のチームの責に帰すべき事由により試合中止になった場合、その帰責性のあるチームに勝ち点および得点は付与されず、対戦チームに勝ち点4点および得点14点（2トライおよび2ゴール）を付与する。
- 双方のチームの責に帰すべき事由により試合中止になった場合、双方のチーム勝ち点および得点は付与されない。

### プレーオフトーナメント
出典:
- 日程：2025年5月17日(土) - 6月1日(日)
- 参加チーム：DIVISION1リーグ戦の上位6チーム
- 試合数：6試合
- 競技規則：DIVISION1と同じ

#### 大会方式
- 準々決勝：リーグ戦3位と6位、4位と5位が対戦し、それぞれの勝者が準決勝に進む。敗者2チームはリーグ戦の成績における上位チームが5位、下位チームが6位となる。
- 準決勝：リーグ戦1位と準々決勝勝者（4位対5位の勝者）、2位と準々決勝勝者（3位対6位の勝者）が対戦し、それぞれの勝者が決勝戦、敗者が3位決定戦に進む。
- 3位決定戦：準決勝の敗者2チームが対戦し、勝者が3位、敗者が4位となる。
- 決勝：準決勝の勝者2チームが対戦し、勝者が優勝、敗者が準優勝となる。

#### 勝敗決定方法
- 【1】40分ハーフによる試合を行い、得点の多いチームが勝者となる。
- 【2】1を行って同点の場合は、以下の各号の順序により勝者を決定する。
  - 10分間の延長戦を実施し、先に得点（ドロップゴール、ペナルティゴール、またはトライ）したチームを勝者とする。
    1. 延長戦は、後半終了から5分後に開始する。
    2. 延長戦開始まで、両チームはピッチレベルに留まらなければならない。
    3. 後半終了後5分以内に、レフリーは両チームのキャプテンを呼び、コイントスを行う。コイントスにより選択権を得たチームのキャプテンが、その場でボールまたはエリアを選択する。
    4. 出場メンバーは後半終了時のメンバーとし、交替・入替についてもそのまま引き継ぐ。
    5. 後半終了時に一時退出している選手は、ランニングタイムで時間計測し、制限時間内に復帰の宣告をしなければ、正式な交代となる。（出血交替は15分以内、HIAは12分以内）
- 【3】2により勝敗が決しない場合は、以下のようにキッキングコンペティションを実施し、勝者を決定する
  1. 延長戦終了後ただちにコイントスを行い、選択権を得たチームのキャプテンは、先攻または後攻を選択する。使用するゴールは、競技区域内のコンディション、中継局のカメラ位置、日照方向等を鑑み、予めJRLOと主管運営団体で協議の下決定しておく。
  2. 両チームは、5名のキッカーおよびキックを行う選手の順番を、キッキングコンペティションの開始前に決定しレフリーへ申告する。延長戦終了時に競技区域にいた選手のみがキッキングコンペティションに参加できる。延長戦終了時にプレーしていない選手（入替・交替した選手、退場、シンビンまたは出血・HIAの一時交替でピッチにいなかった選手）は、キッキングコンペティションに参加することができない。
  3. キッキングコンペティションは、延長戦終了から5分後に開始する。
  4. 両チームは22メートルラインより後方の3か所のエリアから、レフリーに申告した選手の順番に従って、両チーム交互にキックを行う。各チーム5名の選手の順番に従い、エリアは下記のように定める。
    - 第1エリア・第4エリア：ゴール真正面
    - 第2エリア・第5エリア：ゴールに向かって左側、15メートルライン上
    - 第3エリア：ゴールに向かって右側、15メートルライン上

  5. 各チーム5名ずつ全員がキックを行うまで、または、残りのキック数に対していずれかのチームが相手チームの得点を超えることができないと判断されるまで続ける。
  6. 5人蹴っても同点の場合、再び1人目より第１エリアからキックを行う。ただし、6回目以降は先攻および後攻終了時に得点差がついた時点で勝者を決定する。
  7. キッカーに選出された5名はハーフウェイラインで待機をする。
  8. 風が強くキッカーがボールを抑えるプレーサーを要求した場合、キッキングコンペティションに参加している選手をプレーサーとすることができる
  9. 両チームのキッカー以外のメンバー（チームスタッフエントリーシートに記載されたスタッフを含む）は、使用しないゴールポスト側の22mラインからゴールラインまでのエリアに待機する。

### DIVISION2
出典:
- 日程：2024年12月21日(土) - 2025年5月11日(日)
- 参加チーム：8チーム
- 試合数：順位決定戦を含め36試合（1チームあたり12試合）
- 大会成立要件：全56試合のうち、28試合以上が実施されること。

#### 大会方式
1. リーグ戦として、8チームがホスト＆ビジターの2回戦総当たり形式で試合（各チーム14試合、内ホスト7試合）を行う。
2. リーグ戦の結果をもって最終順位を決定する。

#### 競技規則・勝ち点
DIVISION1と同じ。

### DIVISION3
出典:
- 日程：2024年12月21日(土) - 2025年5月11日(日)
- 参加チーム：6チーム
- 試合数：45試合（1チームあたり15試合）
- 大会成立要件：全45試合のうち、23試合以上が実施されること。

#### 大会方式
1. リーグ戦として、6チームがホスト＆ビジターの3回戦総当たり形式で試合（各チーム15試合、内ホスト7試合または8試合）を行う。
2. リーグ戦の結果をもって最終順位を決定する。

#### 競技規則・勝ち点
- テレビジョンマッチオフィシャル（TMO）は実施しない。
- 他は、DIVISION1と同じ。

### DIVISION1/2入替戦
出典:
- 日程：2025年5月23日(金) - 31日(土)
- 参加チーム：DIVISION1の11位および12位の2チーム、DIVISION2の1位および2位の2チーム
- 試合数：4試合
- 競技規則：DIVISION1と同じ。テレビジョンマッチオフィシャル（TMO）を実施する。

#### 大会方式
以下のチーム間において2回戦で試合を行う。各対戦で上位となったチームは翌シーズンのDIVISION 1に参加し、下位となったチームは翌シーズンのDIVISION2に参加する。
1. DIVISION1の11位 と DIVISION2の2位
2. DIVISION1の12位 と DIVISION2の1位

#### 昇降格決定方法
1. 昇降格は、【1】勝ち点、【2】勝利数、【3】得失点差、【4】トライ数、【5】トライ後のゴール数、によって決定する（1が同数の場合に2によって決定するものとし、以降も同様とする）。
2. 前項により順位が決しない場合、DIVISION1所属チームが残留する。
3. 勝ち点の考え方はDIVISION1と同じ。
4. 試合中止の判断がなされた場合は原則として代替試合を実施し、勝敗を決定する。代替試合の考え方は、【1】1試合中止となった場合は延期してもう1試合を実施する。【2】2試合とも中止になった場合は延期して1試合のみを実施する。この場合の延期期間は2025年５月31日までとし、これまでに実施できない場合は状況を踏まえて協議する。

#### 方式の変更
やむを得ない事由により、DIVISION 1/2入替戦の方式を変更する場合は、別途理事会が定める。

#### 翌シーズンのカンファレンス分け
翌シーズンのDIVISION 1カンファレンス分けに今シーズンの順位を用いる場合、DIVISION 1の順位にDIVISION 2の順位が次ぐものとする。

### DIVISION2/3入替戦
出典:
- 日程：2025年5月23日(金) - 31日(土)
- 参加チーム：DIVISION2の7位および8位の2チーム、DIVISION3の1位および2位の2チーム
- 試合数：4試合
- 競技規則：DIVISION1と同じ。テレビジョンマッチオフィシャル（TMO）を実施する。

#### 大会方式
以下のチーム間において２回戦で試合を行う。各対戦で上位となったチームは翌シーズンのDIVISION 2に参加し、下位となったチームは翌シーズンのDIVISION 3に参加する。
1. DIVISION2の7位 と DIVISION3の2位
2. DIVISION2の8位 と DIVISION3の1位

#### 昇降格決定方法
1. 昇降格は、【1】勝ち点、【2】勝利数、【3】得失点差、【4】トライ数、【5】トライ後のゴール数、によって決定する（1が同数の場合に2によって決定するものとし、以降も同様とする）。
2. 前項により順位が決しない場合、DIVISION2所属チームが残留する。
3. 勝ち点の考え方はDIVISION1と同じ。
4. 試合中止の場合の考え方は、DIVISION1/2入替戦と同じ。

#### 方式の変更
やむを得ない事由により、DIVISION 2/3入替戦の方式を変更する場合は、別途理事会が定める。

## レフリー

### パネルレフリー
ほとんどのレフリーは、例年、日本ラグビーフットボール協会A級レフリーから選出され、これを「パネルレフリー」という。「パネル（panel）」とは「選抜された」「招待された」などの意味。
以下は、2024-25シーズンのパネルレフリー。「レフリー担当試合数」は、昨シーズンまでの合計（ジャパンラグビートップリーグおよびジャパンラグビーリーグワンでの累計）。
| 氏名     | 勤務先                         | 生年月日（年齢）       | 2023-24シーズン までの 担当試合数 | 備考                                                     |
| -------- | ------------------------------ | ---------------------- | --------------------------------- | -------------------------------------------------------- |
| 稲西輝紀 | 島津産機システムズ             | 2000年1月9日（25歳）   | 0                                 |                                                          |
| 大内想太 | 兵庫県立川西北陵高校           | 1990年6月18日（35歳）  | 13                                |                                                          |
| 梶原晃久 | ニチバン                       | 1986年5月22日（39歳）  | 80                                |                                                          |
| 川原佑   | NTT Sports X                   | 1992年12月25日（32歳） | 46                                |                                                          |
| 桑井亜乃 | 日本ラグビーフットボール協会   | 1989年10月20日（35歳） | 0                                 | 女性レフリーは、トップリーグ時代も含め社会人リーグで初。 |
| 近藤雅喜 | 本田技研工業                   | 1994年12月2日（30歳）  | 4                                 |                                                          |
| 関谷惇大 | ウェルファムフーズ             | 1983年9月30日（41歳）  | 39                                |                                                          |
| 手束伊吹 |                                | 1997年6月9日（28歳）   | 28                                |                                                          |
| 滑川剛人 | トヨタ自動車                   | 1990年1月1日（35歳）   | 44                                |                                                          |
| 平川哲也 | メディカルシステムネットワーク | 1992年3月30日（33歳）  | 26                                |                                                          |
| 廣瀬亮治 | 近畿大学付属中学・高校         | 1995年9月19日（29歳）  | 11                                |                                                          |
| 古瀬健樹 | 日本ラグビーフットボール協会   | 2002年1月25日（23歳）  | 41                                |                                                          |
| 水谷元紀 | 愛知県立長久手高校             | 1990年11月19日（34歳） | 8                                 |                                                          |
| 山内昂輝 | 御開工務店                     | 1995年10月6日（29歳）  | 20                                |                                                          |

## 入場者数・収益

### 入場者数
| シーズン | 実施 試合数     | 総入場数              | 1試合平均         | DIVISION1 1試合平均 | DIVISION2 1試合平均 | DIVISION3 1試合平均 | 入替戦 1試合平均 | プレーオフ 1試合平均 | 備考            |
| -------- | --------------- | --------------------- | ----------------- | ------------------- | ------------------- | ------------------- | ---------------- | -------------------- | --------------- |
| 2022     | 150             | 484,047               | 3,227             | 4,213               | 1,670               | 847                 | 1,893            | 15,896               | [ 157 ] [ 158 ] |
| 2022-23  | 168 前年比12%増 | 745,311 前年比54%増   | 4,436 前年比37%増 | 5,744 前年比36%増   | 1,739 前年比4%増    | 1,437 前年比70%増   | 2,273            | 19,842 前年比25%増   | [ 159 ]         |
| 2023-24  | 173 前年比3%増  | 1,146,524 前年比54%増 | 6,603 前年比49%増 | 8,929 前年比55%増   | 3,185 前年比83%増   | 1,456 前年比1%増    | 3,702            | 24,648 前年比24%増   | [ 15 ]          |
| 2024-25  | 223 前年比29%増 | 1,187,470 前年比4%増  | 5,325 前年比19%減 | 7,908 前年比11%減   | 2,764 前年比13%減   | 1,126 前年比23%減   | 2,611            | 17,842 前年比28%減   | [ 160 ]         |

#### 2022シーズン
- 初年度2022シーズン（2022年1月～5月）は新型コロナウイルス感染症の影響により、全24チーム178試合のうち28試合が中止となった。
- 観客数上限を1万人あるいは収容数の50％とするなど、会場運営に制限がかけられた[161]。
- 前身トップリーグ時代に最高の集客を記録した2015-16シーズンは1開催試合の平均が6,470人だったので[16]、その半数程度の3,227人にとどまった[158][162]。

#### 2022-23シーズン
- 2年目となる2022-23シーズンは観客数上限規制が撤廃され[163]、DIVISION1～3総計70万人の観客を目指し[164][165]、最終的に74万人を超えた[159]。
- 入替戦の途中、プレーオフ開催前となる2023年5月8日からウイルス流行前と同様にほぼ制限が無くなった[166]。
- 最終日プレーオフ決勝戦には、シーズン最多の41,794人が国立競技場に集まった[159]。

#### 2023-24シーズン
- 2023年12月16日に日産スタジアムで開催されたリーグワン2023-24シーズンDIVISION1の第2節「横浜キヤノンイーグルス 対 トヨタヴェルブリッツ」（ホーム：横浜E）の試合において、入場者数が31,312人となり、リーグ戦（レギュラーシーズン）における1試合最多入場者数を記録[12]。
- その翌日12月17日に、味の素スタジアムで行われた「東京サントリーサンゴリアス 対 東芝ブレイブルーパス東京」（ホーム：東京SG）の入場者数が31,953人となり、記録を更新した[13][167][168]。
- 2024年3月16日、DIVISION1の第10節に愛知県の豊田スタジアムで行われた「トヨタヴェルブリッツ対東京サントリーサンゴリアス」（ホーム：トヨタV）において、入場者数が34,568人となり[169]、リーグワンのリーグ戦1試合の最多入場者数記録を3か月ぶりに更新した[170]。
- DIVISION2第2節でも、12月16日にヨドコウ桜スタジアムで行われた「レッドハリケーンズ大阪 対 日本製鉄釜石シーウェイブス」（ホーム：RH大阪）において入場者数8,586人となり、DIVISION2最多記録を更新した[168]。
- 2024年4月6日（DIVISION1とDIVISION3の第12節）、ジャパンラグビーリーグワン2023-24の総入場者数（DIVISION1・2・3の合計）が775,565人となり、最多記録を更新した。翌4月7日にはさらに更新し、796,928人になった[171]。
- 2024年5月26日のDIVISION1決勝戦（BL東京vs埼玉WK）では、56,486人が国立競技場に入場し、前年に最多を記録した決勝戦の入場者数（41,794人）を大きく上回った[172][15]。
- 最終的にシーズン1試合平均が6,603人となり[15]、前身トップリーグ時代の最多となった2015-16シーズンの1試合平均6,470人[16]を超えた。

#### 2024-25シーズン
- 試合数が増え、前年比約29%増の223試合。1試合平均では、すべてのディビジョンで減少した[160]。
- 2025年6月1日のDIVISION1決勝戦（BL東京vsS東京ベイ）の入場者数は51,009人となり、前年より5,000人以上減らした[160]。
- しかし、DIVISION2・DIVISION3においては、平均入場者数は減らしたものの、最多入場者記録を更新する対戦が3つある（DIVISION2第3節・GR東葛vs日野RD、DIVISION2第11節・RH大阪vs花園L、DIVISION3第15節・SA広島vs中国RR）[160]。

## 歴代結果・表彰
詳細は各シーズンのページを参照のこと。個人表彰は「JAPAN RUGBY LEAGUE ONE個人賞獲得者一覧」を参照のこと。

### DIVISION1

#### DIVISION1 リーグ戦順位
- 色は、プレーオフトーナメントへ進出。
- 色は、DIVISION1・DIVISION2入替戦へ進出。
- 色は、入替戦の結果、DIVISION2へ降格（▼）。
- 色は、下位リーグへ自動降格（▼）。

| シーズン | チーム数 | リーグ戦 1位 | リーグ戦 2位 | リーグ戦 3位 | リーグ戦 4位 | リーグ戦 5位 | リーグ戦 6位 | リーグ戦 7位 | リーグ戦 8位 | リーグ戦 9位 | リーグ戦 10位 | リーグ戦 11位 | リーグ戦 12位 | 備考            |
| -------- | -------- | ------------ | ------------ | ------------ | ------------ | ------------ | ------------ | ------------ | ------------ | ------------ | ------------- | ------------- | ------------- | --------------- |
| 2022     | 12       | 埼玉WK       | 東京SG       | S東京ベイ    | BL東京       | トヨタV      | 横浜E        | 神戸S        | 静岡BR       | BR東京       | SA浦安▼       | RH大阪▼       | GR東葛        | [ 174 ] [ 175 ] |
| 2022-23  | 12       | 埼玉WK       | S東京ベイ    | 東京SG       | 横浜E        | BL東京       | トヨタV      | BR東京       | 静岡BR       | 神戸S        | 相模原DB      | GR東葛▼       | 花園L         | [ 176 ]         |
| 2023-24  | 12       | 埼玉WK       | BL東京       | 東京SG       | 横浜E        | 神戸S        | S東京ベイ    | トヨタV      | 静岡BR       | 相模原DB     | BR東京        | 三重H         | 花園L▼        | [ 177 ]         |
| 2024-25  | 12       | BL東京       | 埼玉WK       | S東京ベイ    | 静岡BR       | 神戸S        | 東京SG       | BR東京       | 横浜E        | 相模原DB     | トヨタV       | 三重H         | 浦安DR        | [ 178 ]         |

#### DIVISION1 プレーオフトーナメント結果
- 2023-24シーズンまで：リーグ戦上位4チームで、最終順位（優勝チーム）を決定。
- 2024-25シーズン：リーグ戦上位6チームで、最終順位（優勝チーム）を決定。「5位・6位の順位決定戦」はない。

| シーズン | チーム数 | 最終順位 優勝                       | 最終順位 2位                   | 最終順位 3位                   | 最終順位 4位                   | 最終順位 5位     | 最終順位 6位               | 備考                                                    |
| -------- | -------- | ----------------------------------- | ------------------------------ | ------------------------------ | ------------------------------ | ---------------- | -------------------------- | ------------------------------------------------------- |
| 2022     | 上位4    | 埼玉パナソニックワイルドナイツ (初) | 東京サントリーサンゴリアス     | クボタスピアーズ船橋・東京ベイ | 東芝ブレイブルーパス東京       | ‐                | ‐                          | [ 179 ]                                                 |
| 2022-23  | 上位4    | クボタスピアーズ船橋・東京ベイ (初) | 埼玉パナソニックワイルドナイツ | 横浜キヤノンイーグルス         | 東京サントリーサンゴリアス     | ‐                | ‐                          | [ 180 ] [ 181 ] [ 182 ] [ 183 ]                         |
| 2023-24  | 上位4    | 東芝ブレイブルーパス東京 (初)       | 埼玉パナソニックワイルドナイツ | 東京サントリーサンゴリアス     | 横浜キヤノンイーグルス         | ‐                | ‐                          | [ 184 ] [ 185 ] [ 186 ]                                 |
| 2024-25  | 上位6    | 東芝ブレイブルーパス東京 (2回目)    | クボタスピアーズ船橋・東京ベイ | コベルコ神戸スティーラーズ     | 埼玉パナソニックワイルドナイツ | 静岡ブルーレヴズ | 東京サントリーサンゴリアス | [ 187 ] [ 188 ] [ 189 ] [ 190 ] [ 191 ] [ 192 ] [ 193 ] |

### DIVISION2
- 2023-24シーズンまで：リーグ戦の後に、上位3チーム同士、下位3チーム同士で、それぞれ最終順位を決定。
- 2024-25シーズン：順位決定戦を行わず、リーグ戦順位がそのまま最終順位となる。

#### DIVISION2 リーグ戦順位
- 色は、DIVISION1・DIVISION2入替戦へ進出。
- 色は、DIVISION2・DIVISION3入替戦へ進出。
- 色は、DIVISION3へ自動降格（▼）。

| シーズン | チーム数 | リーグ戦 1位 | リーグ戦 2位 | リーグ戦 3位 | リーグ戦 4位 | リーグ戦 5位 | リーグ戦 6位 | リーグ戦 7位 | リーグ戦 8位 | 備考                                         |
| -------- | -------- | ------------ | ------------ | ------------ | ------------ | ------------ | ------------ | ------------ | ------------ | -------------------------------------------- |
| 2022     | 6        | 相模原D      | 花園L        | 三重H        | 日野RD       | 釜石SW       | S広島        | ‐            | ‐            | リーグ戦の後に、順位決定戦を行う             |
| 2022-23  | 6        | 浦安DR       | 三重H        | S愛知        | 江東BS       | 釜石SW       | 日野RD       | ‐            | ‐            | リーグ戦の後に、順位決定戦を行う             |
| 2023-24  | 6        | 浦安DR       | GR東葛       | S愛知        | RH大阪       | 九州KV       | 釜石SW       | ‐            | ‐            | 順位決定戦を行ったが、リーグ戦順位と同じ結果 |
| 2024-25  | 8        | S愛知        | 花園L        | GR東葛       | RH大阪       | 日野RD       | 九州KV       | 江東BS       | 釜石SW       | 順位決定戦なし                               |

#### DIVISION2 最終順位
- 色は、入替戦の結果、DIVISION1へ昇格（▲）。
- 色は、入替戦の結果、DIVISION3へ降格（▼）。
- 色は、DIVISION3へ自動降格（▼）。

| シーズン | チーム数 | 最終順位 優勝 | 最終順位 2位 | 最終順位 3位 | 最終順位 4位 | 最終順位 5位 | 最終順位 6位 | 最終順位 7位 | 最終順位 8位 | 備考                                         |
| -------- | -------- | ------------- | ------------ | ------------ | ------------ | ------------ | ------------ | ------------ | ------------ | -------------------------------------------- |
| 2022     | 6        | 花園L▲        | 三重H        | 相模原DB▲    | 日野RD       | 釜石SW       | SA広島▼      | ‐            | ‐            | 順位決定戦を行った                           |
| 2022-23  | 6        | 浦安DR        | 三重H▲       | S愛知        | 釜石SW       | 江東BS▼      | 日野RD▼      | ‐            | ‐            | 順位決定戦を行った                           |
| 2023-24  | 6        | 浦安DR▲       | GR東葛       | S愛知        | RH大阪       | 九州KV       | 釜石SW       | ‐            | ‐            | 順位決定戦を行ったが、リーグ戦順位と同じ結果 |
| 2024-25  | 8        | S愛知         | 花園L        | GR東葛       | RH大阪       | 日野RD       | 九州KV       | 江東BS       | 釜石SW       | 順位決定戦なし                               |

### DIVISION3
- 2022シーズン：リーグ戦終了後に、上位チームどうし、下位チームどうしで、それぞれ最終順位を決定した。
- 2022-23シーズンから：順位決定戦を行わず、リーグ戦順位がそのまま最終順位となる。

#### DIVISION3 リーグ戦順位
- 色は、DIVISION2・DIVISION3入替戦へ進出。
- 色は、DIVISION2へ自動昇格。
- 色は、リーグ脱退。

| シーズン | チーム数 | リーグ戦順位 1位 | リーグ戦順位 2位 | リーグ戦順位 3位 | リーグ戦順位 4位 | リーグ戦順位 5位 | リーグ戦順位 6位 | 備考                             |
| -------- | -------- | ---------------- | ---------------- | ---------------- | ---------------- | ---------------- | ---------------- | -------------------------------- |
| 2022     | 6        | S愛知            | 宗像S            | 江東BS           | 九州KV           | WG昭島           | 中国RR           | リーグ戦の後に、順位決定戦を実施 |
| 2022-23  | 5        | RH大阪           | 九州KV           | WG昭島           | SA広島           | 中国RR           | ‐                | 順位決定戦なし                   |
| 2023-24  | 5        | 日野RD           | 江東BS           | WG昭島           | SA広島           | 中国RR           | ‐                | 順位決定戦なし                   |
| 2024-25  | 6        | SA広島           | 狭山RG           | WG昭島           | 中国RR           | L戸田            | LR福岡           | 順位決定戦なし                   |

#### DIVISION3 最終順位
- 色は、入替戦の結果、DIVISION2へ昇格（▲）。
- 色は、DIVISION2へ自動昇格（▲）。
- 色は、リーグ脱退。

| シーズン | チーム数 | 最終順位 優勝 | 最終順位 2位 | 最終順位 3位 | 最終順位 4位 | 最終順位 5位 | 最終順位 6位 | 備考                            |
| -------- | -------- | ------------- | ------------ | ------------ | ------------ | ------------ | ------------ | ------------------------------- |
| 2022     | 6        | S愛知▲        | 江東BS▲      | 宗像B        | 九州KV       | 中国RR       | WG昭島       | 順位決定戦を実施した後の順位    |
| 2022-23  | 5        | RH大阪▲       | 九州KV▲      | WG昭島       | SA広島       | 中国RR       | ‐            | [ 205 ]                         |
| 2023-24  | 5        | 日野RD▲       | 江東BS▲      | WG昭島       | SA広島       | 中国RR       | ‐            | [ 206 ] [ 207 ] [ 208 ] [ 177 ] |
| 2024-25  | 6        | SA広島        | 狭山RG       | WG昭島       | 中国RR       | L戸田        | LR福岡       | [ 203 ]                         |

### フェアプレーチーム賞
各DIVISIONのリーグ戦（DIVISION2・3の順位決定戦を含む）において、反則をポイント化し、もっとも少なかったチームに授与。
| シーズン | DIVISION1                                       | DIVISION2                    | DIVISION3                      | 備考            |
| -------- | ----------------------------------------------- | ---------------------------- | ------------------------------ | --------------- |
| 2022     | 埼玉パナソニックワイルドナイツ 2季連続・9回目。 | 三菱重工相模原ダイナボアーズ | 豊田自動織機シャトルズ愛知     | [ 179 ]         |
| 2022-23  | クボタスピアーズ船橋・東京ベイ                  | 三重ホンダヒート             | 九州電力キューデンヴォルテクス | [ 211 ]         |
| 2023-24  | 静岡ブルーレヴズ                                | 浦安D-Rocks                  | 中国電力レッドレグリオンズ     | [ 212 ]         |
| 2024-25  | クボタスピアーズ船橋・東京ベイ【2回目】         | 花園近鉄ライナーズ           | マツダスカイアクティブズ広島   | [ 210 ] [ 213 ] |

### DIVISIONの昇格・降格・参入・脱退
| シーズン    | △ DIVISION1へ 昇格 | ▼ DIVISION2へ 降格 | △ DIVISION2へ 昇格 | ▼ DIVISION3へ 降格 | △ DIVISION3へ 参入 | リーグワン脱退 |
| ----------- | ------------------ | ------------------ | ------------------ | ------------------ | ------------------ | -------------- |
| 2022の後    | 花園L 相模原DB     | SA浦安             | S愛知 江東BS       | SA広島 RH大阪      | なし               | 宗像S          |
| 2022-23の後 | 三重H              | GR東葛             | RH大阪 九州KV      | 日野RD 江東BS      | なし               | なし           |
| 2023-24の後 | 浦安DR             | 花園L              | 日野RD 江東BS      | なし               | 狭山R L戸田 LR福岡 | なし           |
| 2024-25の後 | なし               | なし               | なし               | なし               | なし               | なし           |

## 賞金
| シーズン | DIVISION1 | DIVISION1 | DIVISION1 | DIVISION1 | DIVISION2 | DIVISION3 | 最優秀選手 | 備考    |
| シーズン | 優勝      | 2位       | 3位       | 4位       | 優勝      | 優勝      | 最優秀選手 | 備考    |
| -------- | --------- | --------- | --------- | --------- | --------- | --------- | ---------- | ------- |
| 2022     | 2000万円  | 1000万円  | 500万円   | 300万円   | 300万円   | 100万円   | 100万円    | [ 223 ] |
| 2022-23  | 5000万円  | 2000万円  | 1000万円  | 500万円   | 300万円   | 100万円   | 100万円    | [ 224 ] |
| 2023-24  | 5000万円  | 2000万円  | 1000万円  | 500万円   | 500万円   | 300万円   | 100万円    | [ 225 ] |
| 2024-25  | 5000万円  | 2000万円  | 1000万円  | 500万円   | 500万円   | 300万円   |            |         |

賞金は、上記の部門で授与される。2022-23シーズンDIVISION1の賞金は前年よりも増額され、2023-24シーズンではDIVISION2と3でも増額となった。

## スポンサー
NTTジャパンラグビーリーグワン2024-25 リーグパートナー（2024年12月21日現在）
| パートナーカテゴリー                       | 社名                                                          | 契約開始   | 備考 |
| ------------------------------------------ | ------------------------------------------------------------- | ---------- | --- |
| タイトルパートナー                         | NTT株式会社 2025年6月30日までの社名は「日本電信電話株式会社」 | 2021年     | 大会正式名称は以下のとおり。 - NTTジャパンラグビー リーグワン2024-25 - 読み方：エヌティティ ジャパンラグビー リーグワン にせんにじゅうよん にじゅうご - 英語表記：NTT JAPAN RUGBY LEAGUE ONE 2024-25 |
| プリンシパルパートナー                     | 株式会社三菱UFJフィナンシャル・グループ                       | 2021年     | |
| オフィシャルパートナー                     | 株式会社大和証券グループ本社                                  | 2021年     | |
| オフィシャルパートナー                     | 株式会社ヒト・コミュニケーションズ                            | 2021年     | |
| オフィシャルパートナー                     | 大和ハウス工業株式会社                                        | 2024年12月 | [ 226 ] |
| 事業共創パートナー                         | 株式会社NTTドコモ                                             | 2021年     | |
| 事業共創パートナー                         | NTTコミュニケーションズ株式会社                               | 2021年     | |
| 事業共創パートナー                         | 株式会社ジェイ・スポーツ                                      | 2021年     | |
| 事業共創パートナー                         | 株式会社日本経済新聞社                                        | 2021年     | |
| 事業共創パートナー                         | ぴあ株式会社                                                  | 2021年     | JRLOオフィシャルチケッティングサプライヤー |
| 事業共創パートナー                         | イオンモール株式会社                                          | 2023年12月 | [ 230 ] |
| オフィシャルサービスパートナー （TMO/HIA） | ソニー株式会社                                                | 2021年     | - TMO：ビデオ判定 - HIA：頭部損傷評価（Head Injury Assessment）主に脳震盪をチェックする。 |
| オフィシャルサプライヤー                   | 株式会社ゴールドウイン                                        | 2021年     | 公式レフリーウェアおよびリーグスタッフウェアにおいて、カンタベリー・オブ・ニュージーランド製品の提供                                                                                                 |
| オフィシャルサプライヤー                   | 株式会社スズキスポーツ                                        | 2021年     | 公式試合球としてGILBERT製品の提供 |
| オフィシャルサプライヤー                   | 株式会社ウェザーニューズ                                      | 2022年1月  | 運営関係者に気象情報を提供 |
| オフィシャルサプライヤー                   | 株式会社TRIB 生命情報医学研究所                               | 2023年     | 違法薬物検査 |

## 試合中継メディア
2024-25シーズンにおける試合中継は以下のとおり。

### J SPORTS
J SPORTSが事業共創パートナーに就任しており、リーグワン全試合のテレビ・インターネット中継の放映権を取得。初年度2022シーズンから放送・配信をしている。
- DIVISION1とDIVISION2について、4つのテレビ放送チャンネルを活用し、全試合ノーカット実況中継する[235]。DIVISION2は、DIVISION1と同時刻の場合に録画放送となる場合がある。
- DIVISION1の試合を対象とした『【45分版 前節プレーバック！】ジャパンラグビー リーグワン2024-25 D1』と題した1試合45分のダイジェスト中継を随時放送[236]。
- DIVISION3を含むすべての試合について、「J SPORTSオンデマンド」で生中継配信・見逃し配信をする[237]。ただし、DIVISION3ではカメラが1台から数台で、実況アナウンスやリプレイも無い。
- 全DIVISIONについて、『ラグビー わんだほー! 〜ラグビー情報番組〜』（初回は月曜22時から、以後随時再放送）で、当該週の試合ハイライトを毎週1時間ずつ放送する[238]。シーズンオフには、月1回放送となる。

|            | J SPORTS                   | J SPORTS             | J SPORTS | J SPORTS                                      | 備考 |
| テレビ中継 | オンデマンド配信           | 45分ダイジェスト番組 | 情報番組 |                                               | 備考 |
| ---------- | -------------------------- | -------------------- | -------- | --------------------------------------------- | ---- |
| DIVISION 1 | 生放送＋再放送             | あり                 | あり     | 「ラグビー わんだほー! 〜ラグビー情報番組〜」 |      |
| DIVISION 2 | 生放送（一部録画）＋再放送 | あり                 | 無し     | 「ラグビー わんだほー! 〜ラグビー情報番組〜」 |      |
| DIVISION 3 | 無し                       | あり（実況アナ無し） | 無し     | 「ラグビー わんだほー! 〜ラグビー情報番組〜」 |      |

### J SPORTS以外 の メディア
出典:
- リーグワン公式ウェブサイト特設ページ と JAPAN RUGBY APP（ジャパンラグビーアプリ）で、毎週DIVISION1・2・3の試合のうち各1試合を無料でライブ配信[240]。
- ジャパンラグビーリーグワンの公式YouTubeチャンネルでは、全DIVISIONについてハイライト動画を配信[241]。
- BS朝日「ラグビーウィークリー」では、毎週月曜23時から24分間、リーグワンの一部の試合を映像を使用して報道する[242]。
- TOKYO MXは、東芝ブレイブルーパス東京（BL東京）、東京サントリーサンゴリアス（東京SG）、リコーブラックラムズ東京（BR東京）とメディアパートナーシップを 前2023-24シーズンから締結した[243]。

下の表は、2024-25シーズンDIVISION1のリーグ戦・順位決定戦・プレーオフの全対戦。録画放送、配信を含む。
プレーオフ決勝まで。便宜上、全DIVISIONを掲載する。
| メディア                                | 回数 | 備考（原則としてホストチームを表記）                                                                        |
| --------------------------------------- | ---- | --- |
| BS日テレ（全国）                        | 6    | 東京SG×S東京ベイ、BL東京×東京SG、トヨタV×BL東京、準々決勝(4位×5位)、準決勝(1位)、3位決定戦                  |
| 日本テレビ（全国）                      | 1    | 決勝 |
| 日本テレビ（関東ローカル）              | 3    | 横浜E×BL東京、BL東京×埼玉WK、準決勝(2位)                                                                    |
| Hulu（全国）                            | 8    | 横浜E×BL東京、東京SG×S東京ベイ、BL東京×東京SG、準々決勝(4位×5位)、準決勝(1位)、準決勝(2位)、3位決定戦、決勝 |
| テレビ埼玉                              | 4    | 埼玉WK |
| 千葉テレビ                              | 4    | 浦安DR |
| TOKYO MX                                | 7    | BL東京×東京SG、BR東京×BL東京、東京SG×BR東京、BL東京、BR東京、東京SG、トヨタV×BL東京                         |
| テレビ神奈川                            | 7    | 相模原DB、横浜E、横浜E×相模原DB                                                                             |
| テレビ山梨                              | 1    | 東京SG（第9節・山梨県内開催）                                                                               |
| NHK総合テレビ（静岡）                   | 1    | 静岡BR（第10節）                                                                                            |
| NHK総合テレビ（愛知・静岡・岐阜・三重） | 1    | トヨタV×静岡BR（第8節）                                                                                     |
| 中京テレビ                              | 2    | トヨタV |
| 岐阜放送                                | 1    | トヨタV |
| 三重テレビ                              | 4    | 三重H |
| J:COM神奈川                             | 1    | 横浜E×相模原DB                                                                                              |
| イッツコムチャンネル                    | 1    | 三重H |
| Lemino                                  | 18   | 浦安DRの全試合                                                                                              |
| IBC岩手放送                             | 3    | 釜石SW |
| 奈良テレビ                              | 1    | 花園L |
| 福岡放送                                | 1    | 九州KV |
| テレビ大分                              | 1    | 横浜E |

### 海外での放送
2024-25シーズン
- 台湾：ELTA TV（中華電信） - 毎節1試合[294]
- サブサハラ・アフリカ地域：ESPN Africa - 第2節以降の毎節2試合とプレーオフトーナメント6試合を含む40試合（生配信またはディレイ配信）[295]
- アイルランド、イギリス：Premier Sports - DIVISION1第11節以降の毎節2試合とプレーオフトーナメント6試合を生放送[296]
- マレーシア：Astro Malaysia - DIVISION1第11節以降の毎節2試合とプレーオフトーナメント6試合を生放送[296]
- 日本および上記の地域を除く全世界：RugbyPass TV - DIVISION1第13節以降の毎節1試合とプレーオフトーナメント6試合を生配信[297]

### 前年度まで
- 初年度2022シーズンは、「JAPAN RUGBY LEAGUE ONE 2022#試合中継メディア」を参照。
- 第2年度2022-23シーズンは、「JAPAN RUGBY LEAGUE ONE 2022-23#試合中継メディア」を参照。
- 第3年度2023-24シーズンは、「JAPAN RUGBY LEAGUE ONE 2023-24#試合中継メディア」を参照。

## 新規参入チームの募集
- 2024-25シーズン：新規参入チームの受け入れを、2023年2月7日に発表[298]。詳細は、「JAPAN RUGBY LEAGUE ONE 新規参入チームの受け入れ (2023年)」を参照のこと。
- 2025-26シーズン：新規参入チームの受け入れを行わないことを、2024年10月22日に発表した[299]。
- 2026-27シーズン：新規参入チームの受け入れ（申請受付と審査の実施）を決定したことを、2025年6月30日に発表[300]。詳細は、「JAPAN RUGBY LEAGUE ONE 新規参入チームの受け入れ (2025年)」を参照。

## 今後の計画
詳細は「ジャパンラグビーリーグワン (法人)#今後の計画」を参照。
2024年11月28日、ジャパンラグビーリーグワンは2031-32シーズンまでの長期計画を発表した。現状と大きく異なる計画は以下のとおり。
- 2025-26シーズン：秋に「若手育成リーグ」を導入し、若年層の選手育成をはかる。
- 2028-29シーズン：ライセンス制にもとづき、スタジアムの固定化を実現する。リーグワンのレギュラーシーズンを、秋～6月開催にする。

## プロモーション
初年度2022シーズンから、一般社団法人ジャパンラグビーリーグワンが独自にプロモーションやチケット・グッズ販売を行っていた。しかしその後は、下記のように日本ラグビーフットボール協会と共同し、徐々にトップリーグ時代へ回帰している。

### JRFUと共同のスマホアプリ
2022年10月26日、日本ラグビーフットボール協会（JRFU）によるスマートフォン向け「JAPAN RUGBY APP（ジャパンラグビーアプリ）」の運用を開始。リーグワンのロゴをアプリのアイコンに使用し、リーグワンの情報配信のほか、リーグワンの試合会場でライブ音声コンテンツの配信も行われている。

### JRFUと共同でプロモーション会社を新設
2022年12月1日、ジャパンラグビーリーグワン、日本ラグビーフットボール協会、ソニーグループ株式会社の三者による合弁企業「ジャパンラグビーマーケティング株式会社」設立契約を締結。2023年5月にはNTTドコモが出資参画。リーグワン主催や日本ラグビー協会主催の試合の主管権（興行権）を持つ。プロモーション、観戦チケット・グッズの販売、デジタルコンテンツの配信・提供を行う。2022年12月28日設立、2023年1月6日登記。

### 「Japan Rugby ID」に一元化
2023年から順次、ジャパンラグビーリーグワンと日本ラグビーフットボール協会が主催する試合の観戦チケット購入サイト「Ticket RUGBY」などのWEBサービスを、ユーザーアカウント「Japan Rugby ID」で一元的に利用可能となっている。ジャパンラグビーマーケティングが運営。

## オフィシャルサポーター
- 依吹怜[311][312]（2021年11月 - ）- 2022-23シーズンと2023-24シーズンのDIVISION1決勝戦で「ジャパンラグビーリーグワン マスコット総選挙」結果発表のMCを務めた[313][314]。

## 不祥事
- 2022シーズン開幕直前の2021年12月30日、NECグリーンロケッツ東葛の外国人選手が違法薬物所持容疑で逮捕された。チーム合流から2か月後のことだった[315][316][317][318]。
- 2022-23シーズン途中の2023年2月1日、日野レッドドルフィンズが3か月前（2022年10月31日）の合宿中に飲食店内を破壊し店員にセクハラ行為をしていたことが報道された。2月3日、日野自動車は日野レッドドルフィンズの無期限活動停止を発表。事件に関するリーグワンへの報告は、事件報道日が近い2023年1月28日だった[319][320][321]。3月3日、日野は順位決定戦・入れ替え戦を含めシーズン残り全試合の辞退を発表し、次シーズンは3部降格が決まった[322][323][220]。3月15日、日本ラグビーフットボール協会は日野レッドドルフィンズをけん責処分とした[324][325]。
- 2023年4月22日、DIVISION2のリーグ戦終了後、豊田自動織機シャトルズ愛知の選手1名が、チーム会食後の単独行動で飲食店に入り、居合わせた人（店員か客かは非公表）に対して全治10日程度のけがを負わせた。当該選手は逮捕されていないが、被害者との示談が成立。選手は4月末に退団した[326]。ジャパンラグビーリーグワンはチームに対し、5月開催のDIVISION1との入替戦出場を認めた[327]。
- 2024年6月14日、DIVISION1横浜キヤノンイーグルス所属の選手は、東京都日野市の路上で押していた自転車が、通行人である20代男性に当たって口論となり、選手は相手の顔に頭突きをして軽傷を負わせた疑いで、駆け付けた署員により現行犯逮捕された[328][329][330]。6月19日に横浜キヤノンイーグルスは、当該選手を当面のあいだ自宅謹慎とし、3か月間のチーム施設利用とチーム活動参加を禁止することを発表した[331][332]。同日、ジャパンラグビーリーグワンは処分の検討に入った[333]。
- 2024年9月15日(日)午前7時ごろ、DIVISION1三重ホンダヒートの所属選手が道路交通法違反（酒気帯び運転）を行い、検挙された。前日午後8時ごろからアルコール摂取を伴う会食後、駐車場に停めてあった車両で仮眠を取り、翌朝6時ごろに車両を発進。駐車場から100m走行したところで警察官から停止を求められ、基準値を超えるアルコールが検知された。三重ホンダヒートは、運転していた選手に対して年俸減額とチーム対外活動参加禁止6か月間、同乗していた選手2名に対しては譴責（けんせき）とチーム対外活動参加禁止6か月間の処分を行った。これを受けて、ジャパンラグビーリーグワンは規律委員会における審議を行い[334][335][336]、選手3名に対して譴責（けんせき）の処分を行った[337]。